# Marcel Hirscher
Marcel Hirscher (* 2. března 1989, Hallein) je bývalý rakouský alpský lyžař. Jeho nejsilnější disciplíny byly slalom a obří slalom, v nichž skončil v sezónách 2010 a 2011 v elitní desítce hodnocení světového poháru. Zúčastnil se zimních olympijských her v roce 2010, kde skončil 4. v obřím slalomu a 5. ve slalomu. Na Zimních olympijských hrách 2014 v Soči získal druhé místo a stříbrnou medaili ve slalomu.